# Leucostoma vegetum
Leucostoma vegetum är en tvåvingeart som beskrevs av Henry J. Reinhard 1956. Leucostoma vegetum ingår i släktet Leucostoma och familjen parasitflugor.
Artens utbredningsområde är Peru. Inga underarter finns listade i Catalogue of Life.